# Station Zevenbergen
Station Zevenbergen ligt in de gemeente Moerdijk aan de spoorlijn Rotterdam - Antwerpen en is geopend op 24 december 1854. Het station heeft een stationsgebouw dat eerder gebruikt werd als woonhuis. Het station zelf telt twee sporen en ook twee perrons. Het gebouw is een rijksmonument.
Het NS-loket is in 1997 gesloten. Kaartverkoop vindt plaats via een kaartautomaat.

## Treinen
In 2025 stopt de volgende treinserie op dit station:
| Serie | Treinsoort    | Route                                | Bijzonderheden                               |
| ----- | ------------- | ------------------------------------ | -------------------------------------------- |
| 5900  | Sprinter (NS) | Dordrecht – Zevenbergen – Roosendaal | Rijdt na 20:00 uur en in het weekend 1x/uur. |

## Voor- en natransport
Bij dit station kan men overstappen op de volgende buslijnen van Arriva:
- Lijn 173: Breda - Terheijden - Wagenberg - Langeweg - Zevenbergen - Klundert - Fijnaart (streekbus)
- Lijn 218: Zevenbergen - Moerdijk - Station Lage Zwaluwe - Zevenbergschen Hoek - Langeweg (buurtbus)
- Lijn 219: Zevenbergen - Etten-Leur (buurtbus)
- Lijn 373: Breda - Prinsenbeek - Zevenbergen (Bravodirect)

Er zijn verder fietskluizen en onbewaakte fietsenstallingen. Ook is er parkeergelegenheid voor auto's. Verder kan er gebruikgemaakt worden van de Treintaxi.

## Ontwikkeling aantal reizigers
Het aantal door NS vervoerde reizigers (per gemiddelde werkdag) ontwikkelde zich sedert 2019 als volgt:
| Jaar | Aantal reizigers |
| ---- | ---------------- |
| 2019 | 1.221            |
| 2020 | 659              |
| 2021 | 729              |
| 2022 | 959              |
| 2023 | 939              |
| 2024 | 935              |

## Afbeeldingen

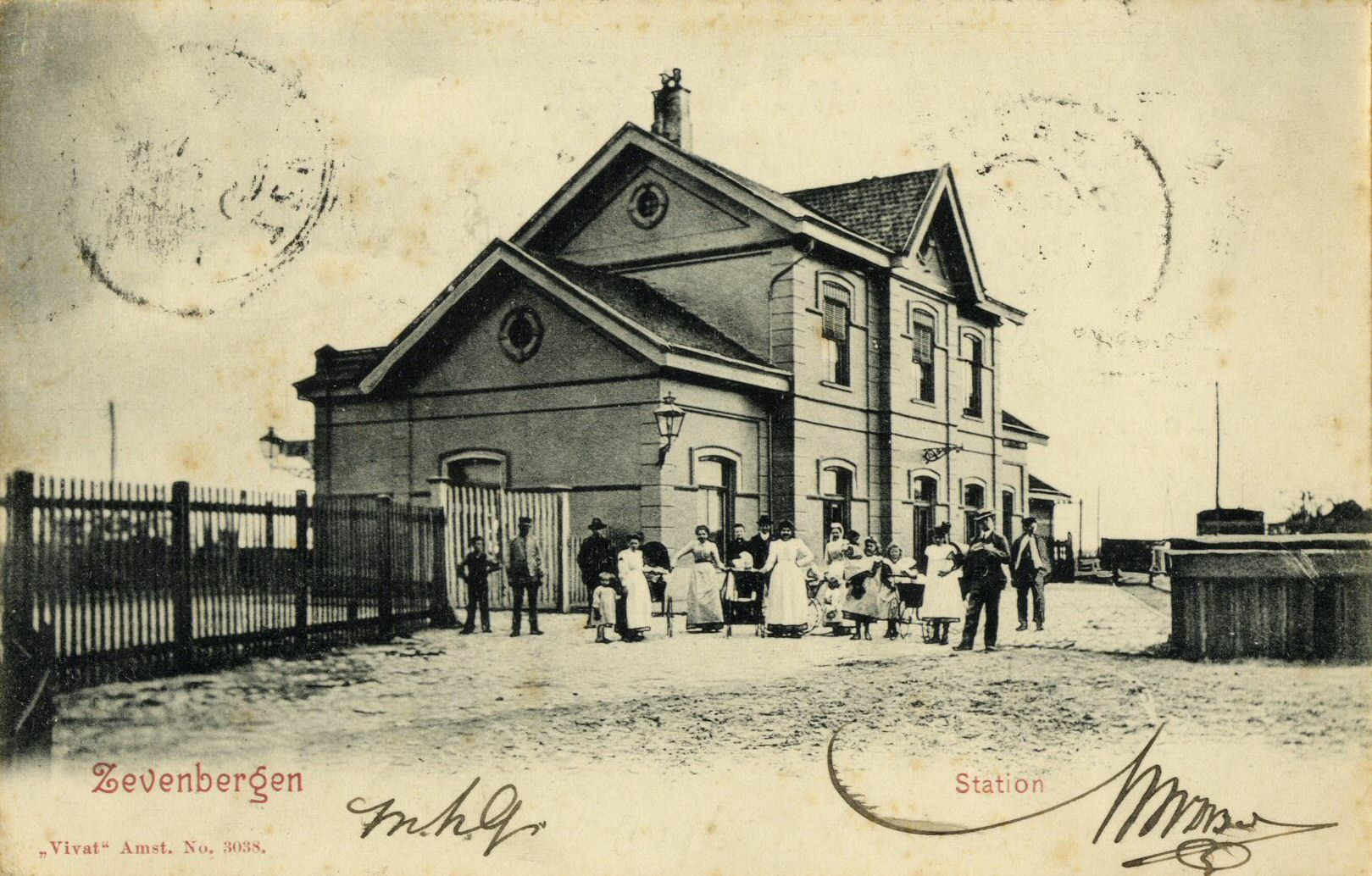
Station in de periode 1896-1901
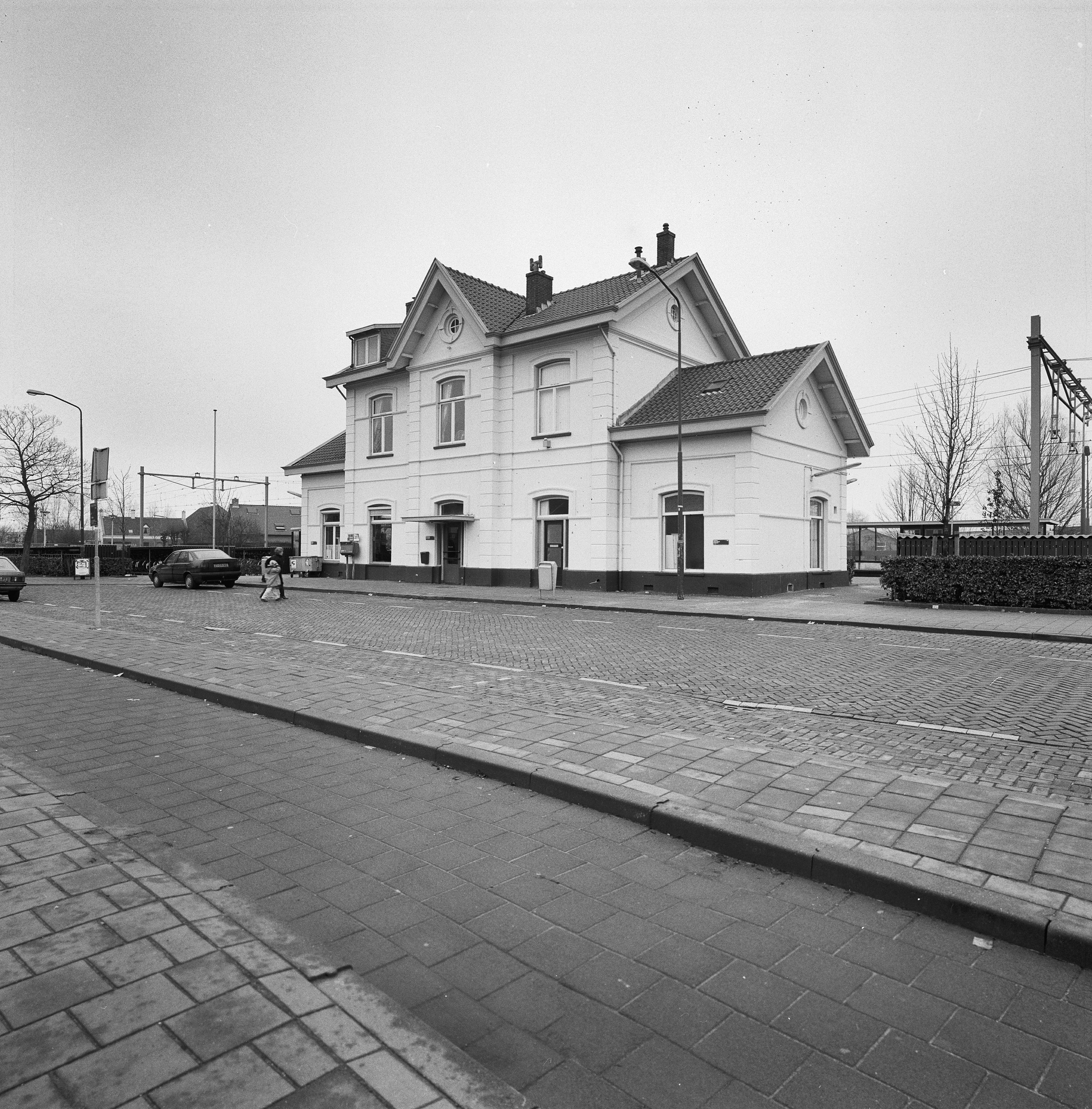
Het station in 1996
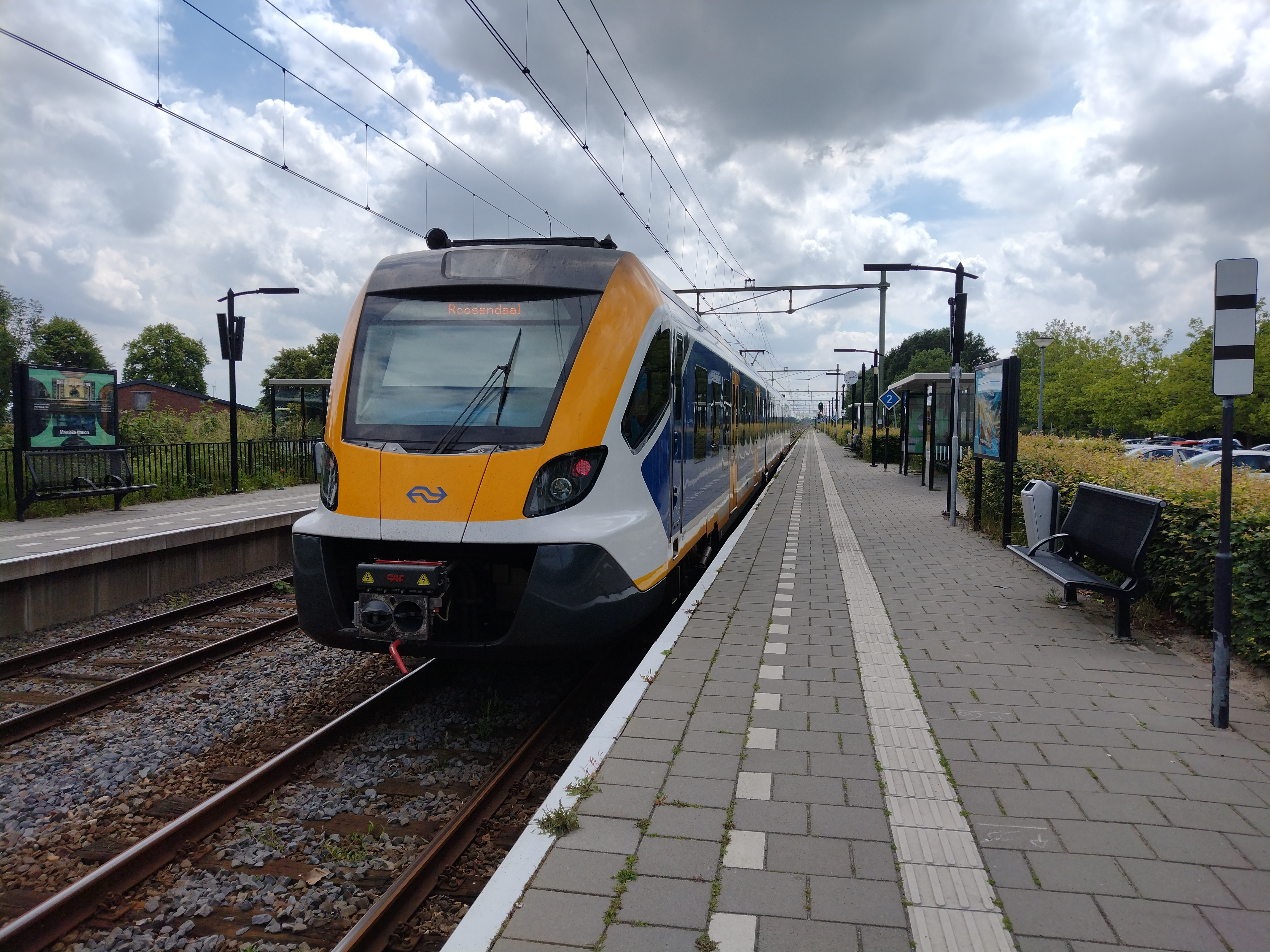
SNG op het station
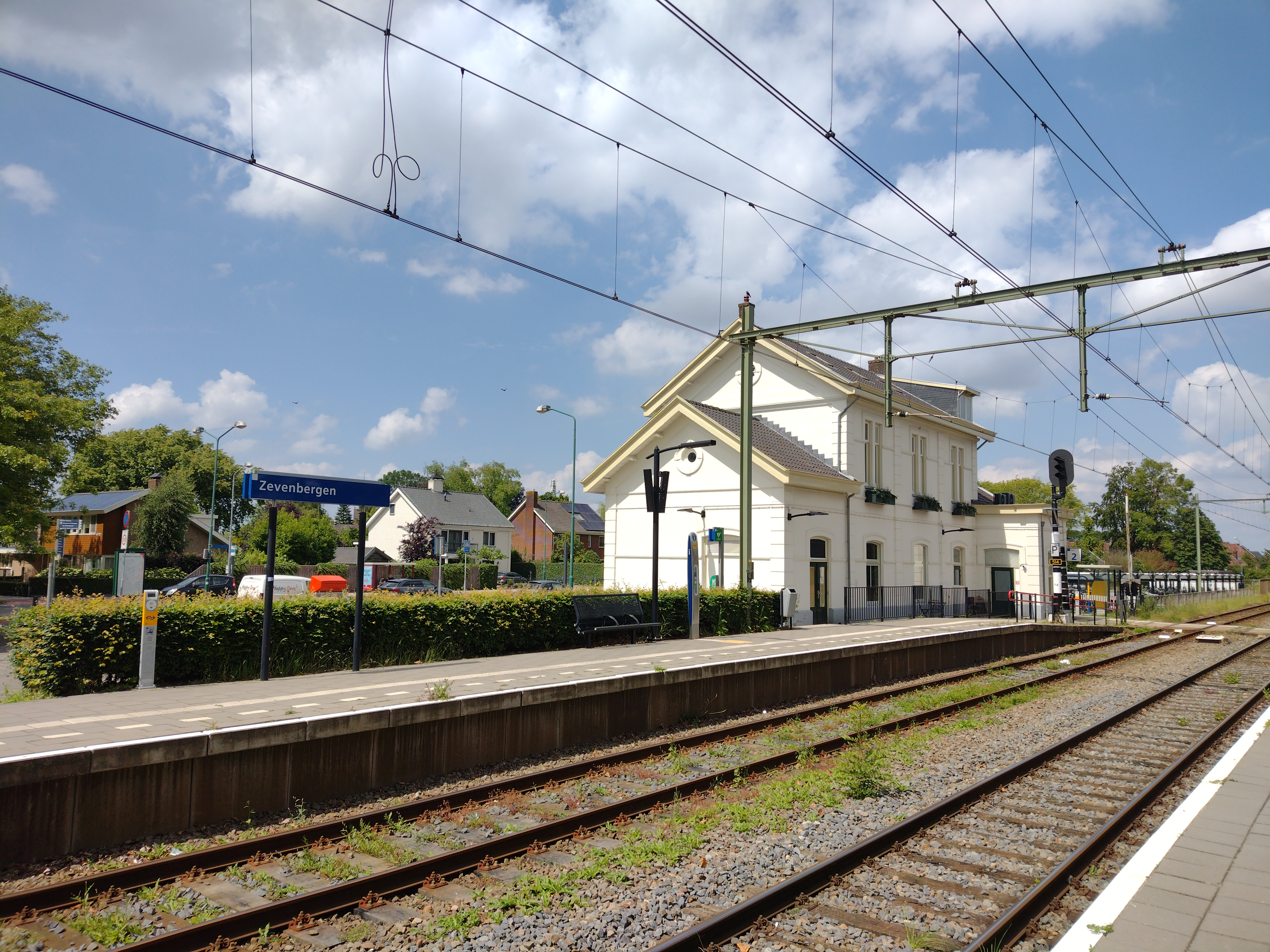
De perrons

0,0: Antwerpen-Centraal ·
2,3: Antwerpen-Oost ·
3,4: Borgerhout ·
5,8: Antwerpen-Dam ·
8,3: Antwerpen-Luchtbal ·
9,1: Antwerpen-Noorderdokken ·
11,4: Ekeren ·
12,5: Sint-Mariaburg ·
13,8: Heikestraat ·
15,0: Kapellen ·
19,0: Kapellenbos ·
21,0: Heide ·
22,7: Kijkuit ·
24,0: Kalmthout ·
28,1: Wildert ·
32,1: Essen ·
23,0: Roosendaal ·
15,6: Oudenbosch ·
7,5: Zevenbergen ·
0,0: Moerdijk AR ·
0,0: Lage Zwaluwe
Bergen op Zoom · 
Best · 
Boxmeer · 
Boxtel · 
Breda · 
-Prinsenbeek · 
Cuijk · 
Deurne · 
Eindhoven:
-Centraal · 
-Stadion · 
-Strijp-S ·
Etten-Leur · 
Geldrop · 
Gilze-Rijen · 
Heeze · 
Helmond · 
-Brandevoort ·
-Brouwhuis · 
-'t Hout · 
's-Hertogenbosch · 
-Oost · 
Lage Zwaluwe · 
Maarheeze · 
Oisterwijk · 
Oss ·
-West · 
Oudenbosch · 
Ravenstein · 
Roosendaal · 
Rosmalen · 
Tilburg · 
-Reeshof · 
-Universiteit · 
Vierlingsbeek · 
Vught · 
Zevenbergen
Voormalige stations: zie de lijst van voormalige spoorwegstations in Noord-Brabant